# Tunel Pfaffenstein
Tunel Pfaffenstein – tunel drogowy w Ratyzbonie o długości 843 metrów, którym przebiega autostrada A93.

## Położenie
Tunel przechodzi pod wzgórzami Winzerer Höhen i znajduje się między wjazdami autostradowymi Regensburg-Nord i Regensburg-Pfaffenstein. Swoją nazwę zawdzięcza dzielnicy miasta Pfaffenstein.
Portal południowy: 49°01′49″N 12°04′50″E/49,030278 12,080556
Portal północny: 49°02′12″N 12°05′15″E/49,036667 12,087500

## Opis
Tunel składa się z dwóch oddzielnych tuneli dla każdego kierunku, każdy po 2 pasy ruchu, bez pasa awaryjnego. Jadąc w kierunku południowym tunel przechodzi prawie bezpośrednio w most autostradowy (Autobahnbrücke Pfaffenstein) nad Dunajem. W tunelu obowiązuje ograniczenie prędkości do 80 km/h – jak zresztą na całym odcinku autostrady A93 w obrębie Ratyzbony. Z powodu nierównomiernego rozmieszczenia warstw skalnych musiano uciec się do zastosowania specjalnych technik budowlanych. Tunel działa od 1977 roku.

## Literatura
- Der Pfaffensteiner Tunnel in Regensburg im Rock Mechanics and Rock Engineering Journal: Springer onlineversion